# Festiwal Multimedialny Mediawave

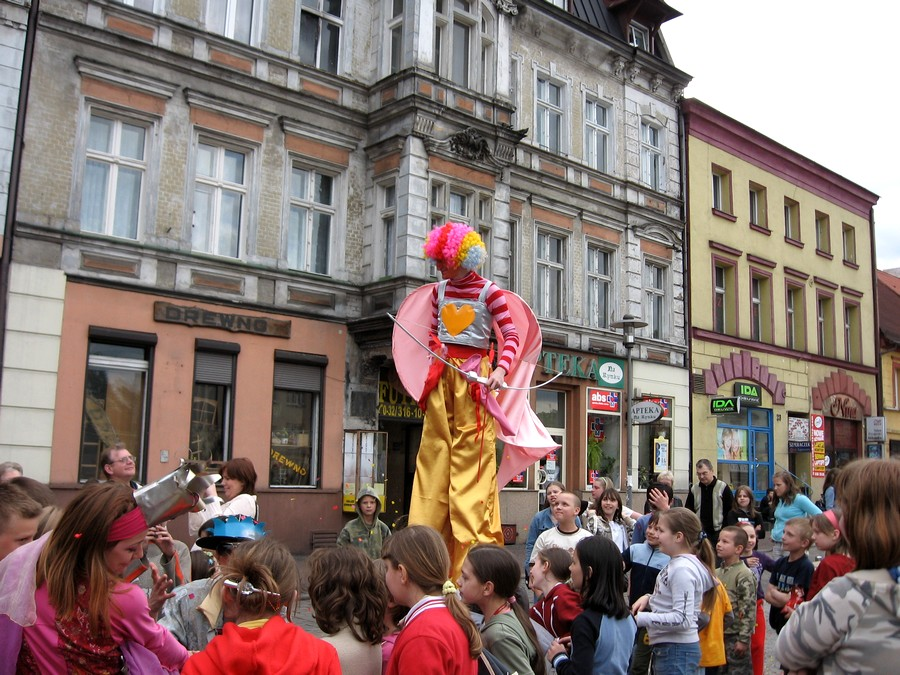
Mediawave w Mysłowicach

Festiwal Multimedialny Mediawave – międzynarodowy festiwal propagujący kulturę śląską. Organizatorem polskiej edycji jest Mysłowicki Ośrodek Kultury i Sztuki „Trójkąt”. 

## Historia festiwalu
Po raz pierwszy festiwal został zorganizowany w 1990 roku na Węgrzech jako festiwal filmowy. Pierwsza edycja odbyła się w mieście Győr, a polska edycja odbywa się od kilku lat w Mysłowicach. Od 1996 roku ma zasięg międzynarodowy i odbywa się jednocześnie w kilku krajach Europy. Impreza została rozszerzona o koncerty, wystawy i spektakle teatralne spotkania i dyskusje literackie. Mediawave stał się jednym z ważniejszych międzynarodowych festiwali sztuki, na którym promuje się taniec, muzykę, malarstwo, fotografię i kinematografię światową.
Podczas pięciu edycji miały miejsce koncerty takich gatunków muzyki jak: reggae, pagan ethno, jazz, rock, blues i wiele innych. Odbywały się też wernisaże plastyczne oraz fotograficzne twórców z całej Polski i zagranicy. Wyświetlano również dzieła z mało znanych gatunków filmowych. Nakręcono też kilkadziesiąt godzin materiałów filmowych służących do promocji mało znanych zjawisk artystycznych. W ramach współpracy i wymiany kulturalnej występowały w Polsce zespoły z Węgier, Niemiec, Słowacji, Czech, Ukrainy, Białorusi, Rosji, Kurdystanu i Tybetu.
W wyniku działań Mysłowickiego Ośrodka Kultury i Sztuki „Trójkąt” do festiwalu przyłączyła się również Warszawa, Wrocław i Szczecin. W czasie trwania festiwalu możemy poznać kulturę innych narodów głównie z Europy. W tegorocznej edycji podczas pierwszych dni imprezy będzie można usłyszeć muzykę etniczną Dalekiego Wschodu. 